# Lori Loughlin
Lori Anne Loughlin est une actrice, réalisatrice et productrice née le 28 juillet 1964 à New York aux États-Unis.
Elle débute et se fait remarquer dans le feuilleton télévisé américain The Edge of Night (1980-1983), dans le rôle de Jody Travis. Elle accède à la notoriété grâce au rôle de Rebecca « Becky » Donaldson dans la sitcom familiale La Fête à la maison (1988-1995).
Après une période de retrait médiatique, elle crée, produit et porte la série dramatique Summerland (2004-2005). En 2007, elle joue dans l'éphémère sitcom comique In Case of Emergency. Entre 2008 et 2012, elle joue un rôle régulier dans 90210 Beverly Hills : Nouvelle Génération, une série dérivée de la série culte Beverly Hills 90210.
De 2013 à 2018, elle produit et est l'héroïne de la série de téléfilms La Boutique des secrets. Parallèlement, de 2014 à 2019, elle joue un rôle récurrent dans la série dramatique Le cœur a ses raisons. Et à partir de 2016 jusqu'à 2018, elle renoue avec le personnage de Rebecca « Becky » Donaldson pour La Fête à la maison : 20 ans après, la série dérivée de La Fête à la maison.

## Biographie

### Jeunesse et débuts précoces
D'origine irlandaise, elle grandit à Long Island. Elle commence sa carrière à l'âge de 11 ans dans des publicités et dans le domaine du mannequinat, travaillant notamment pour l'agence Elite Model Management.
En 1979, elle commence sa carrière d'actrice en jouant dans le téléfilm Too Far to Go avec Glenn Close.

### Révélation et succès à la télévision (années 1980 et 1990)

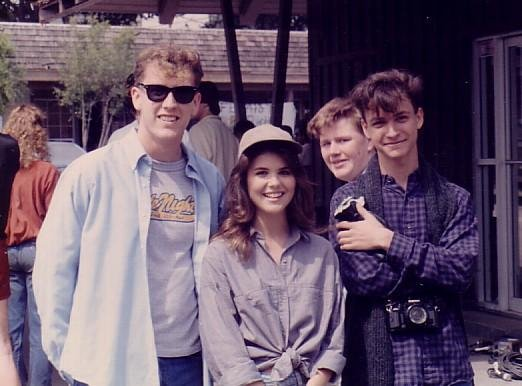
En 1986, sur le tournage du téléfilm Brotherhood of Justice.

Dès l'âge de 15 ans, Lori Loughlin rejoint le soap-opera The Edge of Night en jouant le rôle de Jody Travis, une danseuse en herbe, de 1980 à 1983. Ce premier rôle lui vaut une proposition pour le Young Artist Awards de la meilleure jeune actrice
Entre-temps, elle est en lice pour interpréter l'héroïne du film Le Lagon bleu, mais le rôle est finalement attribué à Brooke Shields.
Par la suite, elle apparaît dans un grand nombre de longs-métrages et spots télévisés. Elle joue notamment dans le film d'horreur Amityville 3D : Le Démon du réalisateur Richard Fleischer qui l'a remarqué grâce au soap The Edge of Night. Puis, le thriller Représailles de Sean S. Cunningham, la comédie romantique Une amie qui vous veut du bien avec Kelly Preston et C. Thomas Howell ainsi que le drame sportif Rad d'Hal Needham.
De 1988 à 1995, elle joue Rebecca « Becky » Donaldson-Katsopolis dans La Fête à la maison (Full House). Actrice récurrente au cours de la deuxième saison, elle est devenue régulière dans la saison 3 et pour le reste de la série. En effet, à l'origine, elle ne devait apparaître que dans six épisodes. Mais les retours positifs du public sur son personnage lui ont permis de rejoindre la distribution principale.
Elle y incarne la femme de John Stamos. Ce rôle d'une figure maternelle pour la jeune Michelle, incarnée par les jumelles Mary-Kate Olsen et Ashley Olsen qui deviennent aussi des stars, la révèle auprès du grand public.
Dans un épisode de La Fête à la maison, elle joue l'assistante d'un magicien dans un numéro de femme zig-zag. Remarquée pour cette prestation, elle sera engagée par les magiciens Siegfried & Roy, pour leur spectacle à Las Vegas.
Après l’arrêt de la sitcom, l'actrice rejoint rapidement Tony Danza dans la sitcom Hudson Street (en). Néanmoins, la série est annulée après une saison, faute d'audiences.
Elle s'installe cependant sur le petit écran en jouant dans un grand nombre d'unitaires. En 1997, elle joue dans le direct-to-video Casper, l'apprenti fantôme.

### Passage au second plan et diversification (années 2000)
Elle est ensuite invitée dans diverses séries télévisées telles que Seinfeld, Spin City, Les Anges de la nuit ou encore Le Drew Carey Show.
Entre 2004 et 2005, Lori Loughlin fait un retour au premier plan en jouant dans la série dramatique Summerland. Elle en est la co-créatrice, productrice et scénariste. Elle interprète Ava Gregory, une styliste qui élève ses trois neveux après le décès de sa sœur et de son beau-frère dans un accident de voiture. La série a été annulée après deux saisons à la suite d'une érosion des audiences.
En 2006, elle retourne aux apparitions en tant que guest star et joue notamment dans Ghost Whisperer avec Jennifer Love Hewitt.
En 2007, elle tente de faire son retour à la télévision dans la sitcom In Case of Emergency avec David Arquette. Cette sitcom met en scène quatre amis qui se retrouvent quelques années après la fin de leurs études et dont la vie n'est pas celle qu'ils avaient espérée. Kelly Hu et Greg Germann complètent la distribution. La série est cependant un échec d'audiences, arrêtée à l'issue d'une courte saison de 13 épisodes.
La même année, elle joue dans le film Moondance Alexander dans le rôle de Gelsey Alexander, avec sa partenaire de Summerland, Kay Panabaker.
Lori Loughlin a assisté à The Roast of Bob Saget, qui a été présenté par John Stamos et diffusé le 17 août 2008. Elle était aux côtés de Dave Coulier et Jodie Sweetin de La Fête à la maison.
En 2009, pour Walt Disney Pictures, elle joue dans le film familial Les deux font la père avec John Travolta et Robin Williams.

### Retour télévisuel (années 2010)

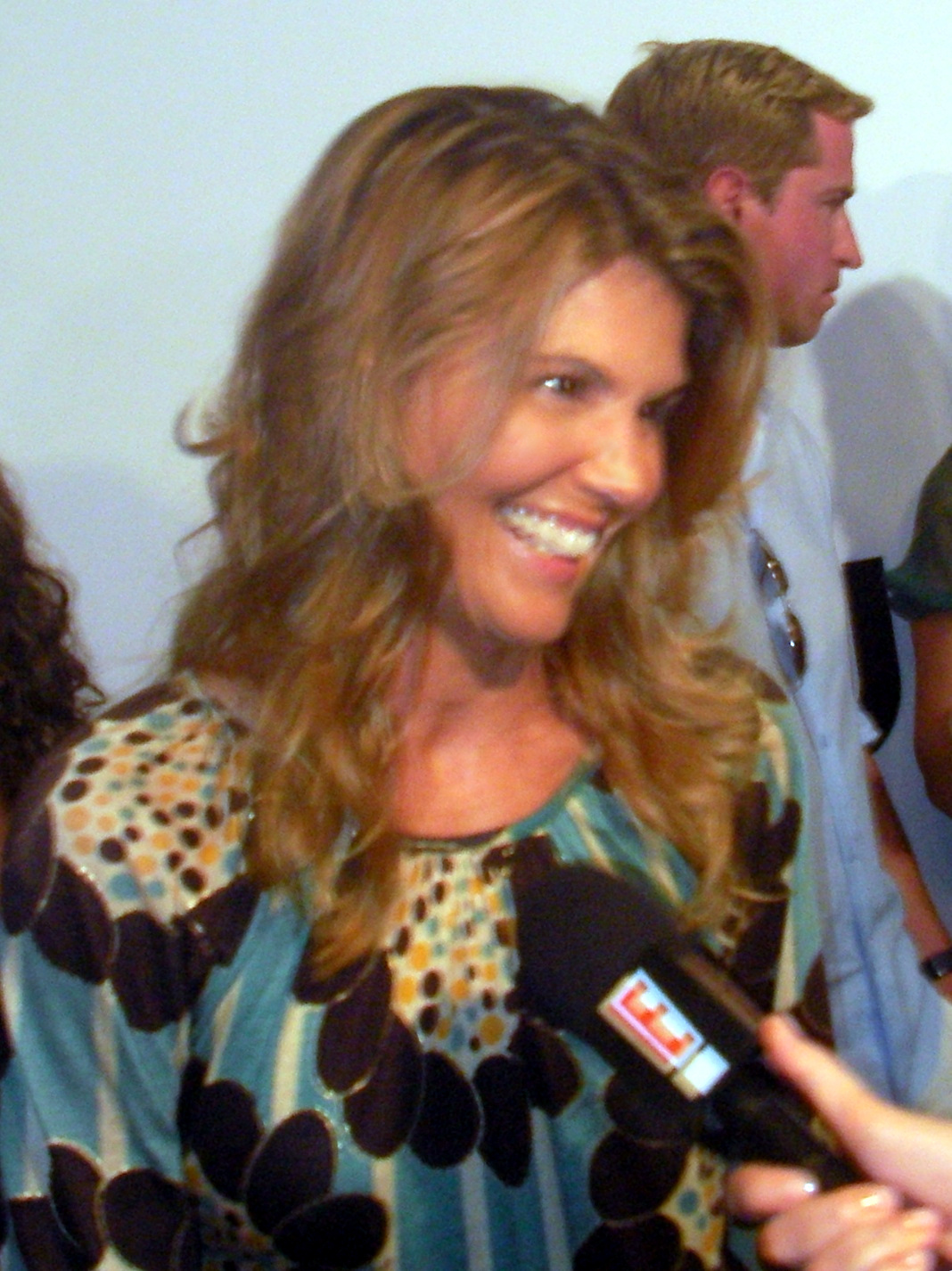
Loughlin à la soirée de première de 90210, en 2008.

Entre 2008 et 2012, elle retrouve un rôle régulier en jouant dans les trois premières saisons de 90210, la suite de Beverly Hills 90210. Elle joue Debbie Wilson, la mère de Annie et Dixon. Elle reprendra son rôle dans le premier épisode de la cinquième saison.
En 2013, elle est à l'affiche du film d'horreur Crawlspace avec Jonathan Silverman et Steven Weber.
De 2013 à 2018, elle produit et est l'héroïne de la série de téléfilms La Boutique des secrets, adaptés des romans de Suzi Weinert. Elle joue le rôle de Jennifer Shannon, une accro au vide-grenier et une apprentie enquêtrice.
En 2014, elle joue le rôle de Abigail Stanton dans la série dramatique Le Cœur a ses raisons (When Calls the Heart), jusqu'à 2019.
Entre 2016 et 2018, elle renoue avec le personnage de Rebecca « Becky » Katsopolis, de manière récurrente, pour la série dérivée de La Fête à la maison intitulée La Fête à la maison : 20 ans après, distribuée par la plateforme Netflix.

## Vie privée
Elle était sauveteur junior avant de devenir actrice à plein temps.
Lori Loughlin a été mariée deux fois : elle a été mariée au producteur de film et banquier d'investissement Michael R. Burns de 1989 à 1996, puis en 1997, Lori Loughlin a épousé le styliste Mossimo Giannulli, le créateur d'une ligne de vêtements. Ils ont deux filles ensemble, Isabella Rose (née le 16 septembre 1998) et Olivia Jade (en) (née le 28 septembre 1999) qui participe actuellement à la 29ème saison de Danse avec les Stars version américaine (Dancing with the stars)

### Affaire de corruption
Le 12 mars 2019, elle est inculpée dans une affaire judiciaire liées à la falsification de dossiers scolaires. Elle est accusée d'avoir versé 500 000$ de pots-de-vin  à des intermédiaires pour obtenir des places dans de prestigieuses universités pour ses enfants. Lori Loughlin et son mari ont payé le cerveau de l’opération, William Singer, afin que leurs filles soient vues comme des recrues indispensables pour l’équipe d’aviron de l'université du Sud de la Californie (USC), alors qu’elles ne pratiquaient pas du tout ce sport. Trente-trois autres parents, dont l'actrice Felicity Huffman, sont également accusés d'avoir utilisé les services du corrupteur  William Singer,. À la suite de la médiatisation de cette affaire, l'actrice se retire, un temps, des réseaux sociaux. En plus de l'accusation concernant les pots-de-vins versés, elle est aussi accusée de blanchiment d'argent et risque alors 40 ans de prison. Une situation courante aux États-Unis où les procureurs, afin de raccourcir les temps de procédure, incitent à plaider coupable pour obtenir une réduction de peine.
Ce scandale retentissant de l'affaire aux États-Unis pousse la chaîne Hallmark, pour qui l'actrice tourne dans de nombreux téléfilms, à mettre un terme à son contrat, tout comme la production de la série La Fête à la maison : 20 ans après. De même, elle est renvoyée de la série Le cœur a ses raisons dans laquelle elle jouait, pourtant, l'un des rôles principaux. Toutes les scènes que l'actrice a tournées pour la sixième saison sont ainsi coupées au montage. La production confirme ce renvoi avec l'annonce du renouvellement de la série pour une septième saison, sans l'actrice.
En mars 2019, l'actrice a été maintenue en liberté et autorisée à voyager contre une caution d'un million de dollars,,.
En août 2020, elle a été condamnée à deux mois de prison, 150 000 dollars d’amende, 100 heures de travaux d’intérêt général et deux ans de liberté surveillée.  Elle est incarcérée le 30 octobre 2020 à l'institution correctionnelle fédérale de Dublin (Californie). Le mari de l’actrice, le styliste Mossimo Giannulli, plus actif dans l'affaire, a été condamné à cinq mois de prison ferme et 250 000 dollars d’amende. Lori Loughlin est libérée de prison le 30 décembre 2020.

## Filmographie

### Cinéma
- 1983 : Amityville 3D : Le Démon (Amityville 3-D) de Richard Fleischer : Susan Baxter
- 1985 : Représailles (en) (The New Kids) de Sean S. Cunningham : Abby McWilliams
- 1985 : Une amie qui vous veut du bien (Secret Admirer) de David Greenwalt : Toni
- 1986 : Rad de Hal Needham : Christian Hollings
- 1987 : Back to the Beach de Lyndall Hobbs : Sandi
- 1988 : The Night Before (en) de Thom Eberhardt : Tara Mitchell
- 1997 : Casper, l'apprenti fantôme (Casper: A Spirited Beginning) de Sean McNamara : Sheila Fistergraff (vidéofilm)
- 2001 : Suckers de Roger Nygard : Donna Deluca
- 2001 : Alerte finale (Critical Mass) de Fred Olen Ray : Janine
- 2006 : Farce of the Penguins de Bob Saget : Melvin-Smacking Penguin (voix)
- 2007 : Moondance Alexander de Michael Damian : Gelsey Alexander
- 2009 : Les deux font la père (Old Dogs) de Walt Becker : Amanda
- 2013 : Crawlspace de Josh Stolberg : Susan Gates

### Télévision

#### Téléfilms
- 1979 : Too Far to Go de Fielder Cook : Judith Maple âge 14
- 1983 : The Tom Swift and Linda Craig Mystery Hour de Harry Harris : Linda Craig
- 1985 : North Beach and Rawhide de Harry Falk : Candy Cassidy
- 1986 : Brotherhood of Justice de Charles Braverman : Christie
- 1986 : Babies Having Babies de Martin Sheen : Kelly
- 1987 : A Place to Call Home de Russ Mayberry : Jenny Gavin
- 1988 : Old Money de David Trainer : Tammy
- 1988 : Tales from the Hollywood Hills: The Old Reliable de Michael Blakemore : Kay Cork
- 1988 : No Means No de Jeffrey Auerbach : Sally
- 1992 : Doing Time on Maple Drive de Ken Olin : Allison
- 1992 : Sarah & Julie n'en font qu'à leur tête (To Grandmother's House We Go) de Jeff Franklin : L’hôte du loto
- 1993 : Le Berceau vide (Empty Cradle) de Paul Schneider : Jane Morgan
- 1993 : A Stranger in the Mirror de Charles Jarrott : Jill Castle
- 1994 : Un des siens (One of Her Own) de Armand Mastroianni : Toni Stroud
- 1995 : Abandonnée et trahie (Abandoned and Deceived) de Joseph Dougherty : Gerri Jensen
- 1997 : In the Line of Duty: Blaze of Glory de Dick Lowry : Jill Erickson
- 1997 : Le Secret d'une passion (Tell Me No Secrets) de Bobby Roth : Jess Koster
- 1997 : Assurance Paradis (en) (The Price of Heaven) de Peter Bogdanovich : Leslie
- 1997 : Piège en plein ciel (Medusa's Child) de Larry Shaw : Dr Linda McCoy
- 2010 : Lettres à un soldat (Meet my Mom) de Harvey Frost : Dana Marshall
- 2013 : Rendez-moi ma fille (A Mother's Rage) de Oren Kaplan : Rebecca Mayer
- 2013 - 2019 :  La Boutique des secrets (Garage Sale Mystery) : Jennifer Shannon (également productrice exécutive)
- 2015 : Il faut sauver Noël 2 ! (Northpole 2 : Open for Christmas) de Douglas Barr : Mackenzie Warren
- 2016 : À la recherche de l'esprit de Noël (Every Christmas Has a Story) de Ron Oliver : Kate Harper (également productrice exécutive)
- 2018 : Mon amoureux de Noël (Homegrown Christmas) de Mel Damski : Maddie Finley
- 2022 : Un hiver plus doux :  (Fall in the Winter) de  T.W. Peacocke :  Kerrie Murphy

#### Séries télévisées
- 1971 : Mes trois fils (The Smith Family) : Wendy (saison 2, épisode 13)
- 1980 - 1983 : The Edge of Night : Jody Travis (68 épisodes)
- 1982 : Matt Houston : Sue Landa (saison 1, épisode 7)
- 1986 - 1987 : Equalizer : Jenny Morrow (saison 2, épisodes 1 et 20)
- 1988 - 1995 : La Fête à la maison (Full House) : Rebecca « Becky » Donaldson (rôle principal - 152 épisodes)
- 1995 - 1996 : Hudson Street : Mélanie Clifford (rôle principal - 22 épisodes)
- 1997 : Seinfeld : Patty (saison 9, épisode 3)
- 1997 : Susan (Suddenly Susan) : Paula (saison 1, épisode 18)
- 2001 : Mon ex, mon coloc et moi (Cursed) : Natalie Keith (saison 1, épisode 11)
- 2001 : Spin City : Michelle (saison 6, épisodes 5-6 et 12)
- 2002 : Les Anges de la nuit (Birds of Prey) : Caroline Lance (saison 1, épisode 5)
- 2002 : Le Drew Carey Show : Robin (saison 8, épisodes 8 et 9)
- 2002 : Eastwick de Michael M. Robin : Sukie Ridgemont (pilote)
- 2004 : La Ligue des justiciers (Justice League) : Dr Tracy Simmons (voix, 1 épisode)
- 2004 : Johnny Bravo : Marina Draskovic (voix, 1 épisode)
- 2004 - 2005 : Summerland : Ava Gregory (rôle principal - 26 épisodes)
- 2005 : Missing : Disparus sans laisser de trace (1-800-Missing) : Dr Joy Gribben (saison 3, épisodes 1 et 2)
- 2006 : Ghost Whisperer : Christine Greene (saison 1, épisode 17)
- 2006 : Jake in Progress (en) : Lindsay (saison 2, épisode 8)
- 2007 : In Case of Emergency : Dr Joanna Lupone (rôle principal - 13 épisodes)
- 2008 - 2012 : 90210 : Debbie Wilson (rôle principal - saisons 1 à 3 et invitée saison 5, épisode 1 - 69 épisodes )
- 2013 : Psych : Enquêteur malgré lui : Dr Joan Diamond (saison 7, épisode 13)
- 2013 : Major Crimes: Rebecca Slater (saison 2, épisode 8)
- 2013 : Addicts Anonymous : Mrs. Goldberg (1 épisode)
- 2014 : The Neighbors : Tina Giannulli (saison 2, épisode 13)[21]
- 2014 : Enlisted : Elle-même (saison 1, épisode 13)
- 2014 - 2019 : Le Cœur a ses raisons (When Calls the Heart) : Abigail Stanton (rôle principal - 60 épisodes)
- 2016 : Blue Bloods : Grace Edwards (saison 7, épisode 1)
- 2016 - 2018 : La Fête à la maison : 20 ans après (Fuller House) : Rebecca « Becky » Katsopolis (rôle récurrent - 13 épisodes)
- 2025 : On Call : le lieutenant Bishop

### En tant que productrice
- 2004 - 2005 : Summerland (créatrice, productrice et scénariste)
- 2014 - 2018 : Garage Sale Mystery (productrice exécutive de la série de téléfilms)
- 2015 - 2019 : Le cœur a ses raisons (productrice exécutive de 43 épisodes)

## Voix françaises
En France
| - Emmanuèle Bondeville dans : - Summerland (série télévisée) - Missing : Disparus sans laisser de trace (série télévisée) - In Case of Emergency (série télévisée) - 90210 Beverly Hills : Nouvelle Génération (série télévisée) - Lettres à un soldat (téléfilm) - Rendez-moi ma fille (téléfilm) - La Boutique des secrets (série de téléfilms) - Le cœur a ses raisons (série télévisée, 1re voix) - À la recherche de l'esprit de Noël (téléfilm) - Mon amoureux de Noël (téléfilm) | Et aussi - Laurence Dourlens dans La Loi du campus - Sophie Gormezano dans La Fête à la maison (série télévisée) - Brigitte Berges dans Casper, l'apprenti fantôme - Laurence Crouzet dans Les Anges de la nuit (série télévisée) - Céline Monsarrat dans Le Secret d'une passion (téléfilm) - Ninou Fratellini dans Il faut sauver Noël 2 (téléfilm) - Olivia Dutron dans La Fête à la maison : 20 ans après (série télévisée) - Colette Sodoyez dans Le cœur a ses raisons (série télévisée, 2e voix) - Sylvie Santelli dans Un hiver plus doux (téléfilm) - Juliette Degenne dans On Call (série télévisée) |

## Distinctions
Sauf indication contraire ou complémentaire, les informations mentionnées dans cette section proviennent de la base de données IMDb.

### Récompenses
- Young Artist Awards 1987 : Michael Landon Award pour Babies Having Babies
- Prism Awards 2006 : meilleure actrice dans une série télévisée dramatique pour Summerland

### Nominations
- Young Artist Awards 1983 : meilleure jeune actrice dans une série télévisée pour The Edge of Night
- Daytime Emmy Awards 1989 : meilleure interprétation dans un programme pour enfants pour No Means No
- TV Land Awards 2004 : famille non traditionnelle par excellence pour La fête à la maison
- Teen Choice Awards 2009 : meilleurs parents dans une série télévisée pour 90210, nomination partagée avec Rob Estes
- Teen Choice Awards 2010 : meilleurs parents dans une série télévisée pour 90210, nomination partagée avec Rob Estes